# Opheliac

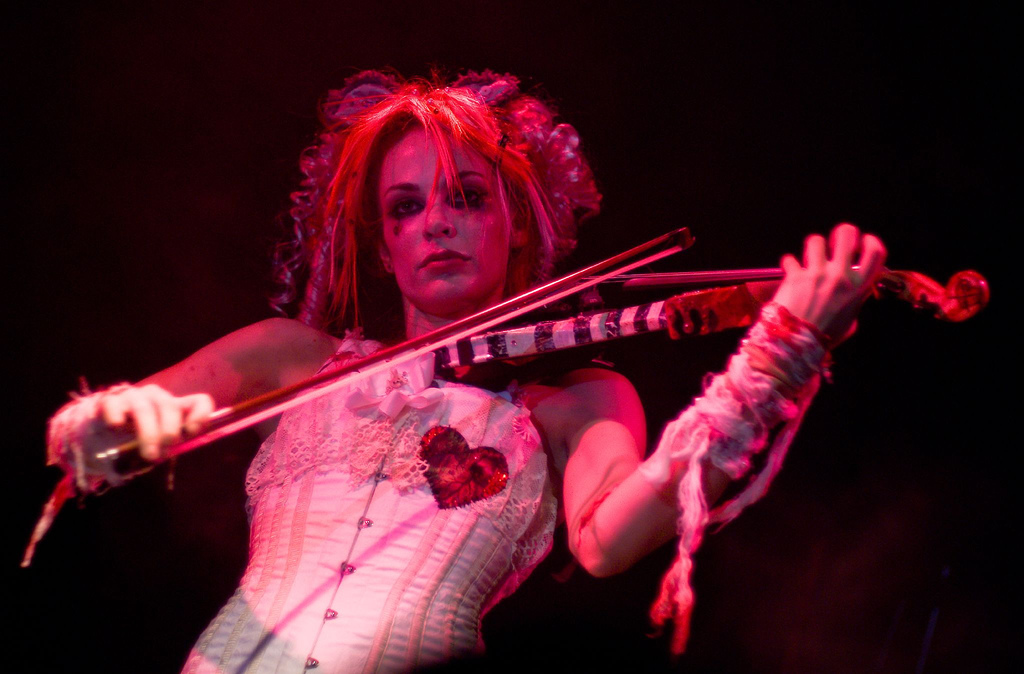
Emilie Autumn in Rüsselsheim, 2007

Opheliac ist das dritte Studioalbum der US-amerikanischen Musikerin Emilie Autumn. Das Doppelalbum wurde in Europa am 1. September 2006 bei Trisol veröffentlicht. Der weltweite Release folgte drei Wochen später am 22. September 2006. Alle Titel des Albums wurden von Emilie Autumn selbst geschrieben, eingespielt und produziert.

## Entstehung
Ihre ersten beiden Alben (On a Day... und Enchant) veröffentlichte Autumn noch bei ihrem eigenen Label Traitor Records, dessen Vertriebs- und Vermarktungsmöglichkeiten aber sehr begrenzt waren. Opheliac erschien deshalb als erstes Album Autumns beim deutschen Plattenlabel Trisol und konnte dadurch weltweit vertrieben werden.
Das Album wurde in den Mad Villain Studios in Chicago, USA aufgenommen. Dabei spielte Autumn alle Instrumente persönlich und war auch für die gesamte Produktion des Albums verantwortlich.
Als Vorveröffentlichung zum eigentlichen Album erschien im Frühling 2006 die gleichnamige Opheliac EP. Diese enthält die ersten sechs Titel des späteren Albums sowie die Lieder „Marry Me“ und „Thank God I'm Pretty“.
Zur zweiten CD des Albums wurden zudem noch vier Tracks von früheren Alben Autumns hinzugefügt. So fand von ihrem klassischen Debütalbum der Titel „Bach: Largo for Violin“ Aufnahme. Bei den drei anderen Tracks handelt es sich um von Autumn geschriebene und vorgetragene Gedichte, die mit Musik unterlegt sind. Diese wurden der Audio-CD entnommen, die ihrem Gedichtband Your Sugar Sits Untouched beigelegt war.
Außerdem enthält die zweite CD auch noch umfangreiches Bonusmaterial. Dazu zählt eine Bildergalerie als PDF-Datei, das Video eines Live-Auftritts im amerikanischen Fernsehen und ein 4-teiliger Videozyklus mit dem Titel „Inside the Asylum: Lessons In Being a Wayward Victorian Girl“.

## Hintergrund

### Titel
Der Name des Albums (und des Titeltracks) ist ein Wortspiel Autumns, das sich zusammensetzt aus Ophelia, einer Figur aus William Shakespeares Tragödie Hamlet, und Krankenbezeichnungen wie „maniac“ (engl. Wahnsinniger/Irrer) oder „insomniac“ (engl. an Schlafstörungen Leidende(r)). Es soll eine Person kennzeichnen die dem Wahnsinn verfallen ist oder krankhaft von jemandem besessen ist, ähnlich wie die liebeskranke Ophelia, die sich nach der Liebe Hamlets sehnt.

“My word Opheliac, is derived from Shakespeare’s character, so the closeness in every aspect of the album is clear enough, but Opheliac is more of a rant against one’s self – in that particular song, I was not writing to get away from anybody’s grasp but my own.”

„Mein Wort Opheliac ist abgeleitet von Shakespeares Charakter, die Nähe dazu ist in jeder Hinsicht auf dem Album klar genug erkennbar, Opheliac ist aber eher eine Tirade gegen sich selbst – in diesem speziellen Lied schrieb ich nicht darüber, sich von irgendjemandes Umklammerung zu lösen, sondern von der eigenen.“

### Texte

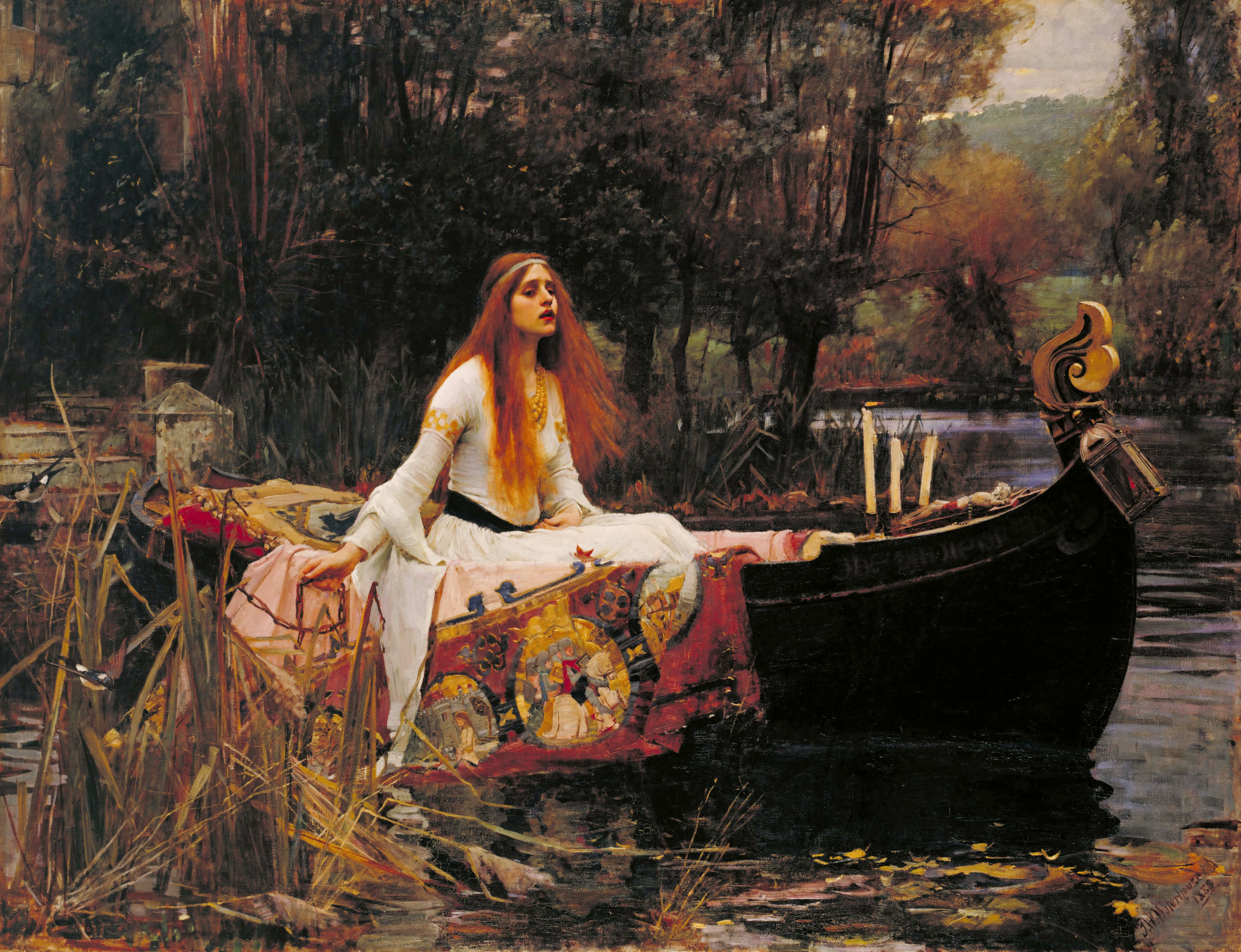
John William Waterhouse: The Lady of Shalott (1888)

Die Texte nehmen, dem Grundkonzept des Albums folgend, oft Bezug auf Werke und Themen der englischsprachigen Literaturgeschichte, insbesondere des Viktorianischen Zeitalters. Der Titeltrack Opheliac ist angelehnt an Shakespeares Ophelia, die verrückt wird und in einem Bach ertrinkt, da ihr Geliebter Hamlet dem Wahnsinn verfallen ist. Im nachfolgenden Track Swallow wird diese Thematik des tragischen Ertrinkens fortgeführt.
Bei dem Lied Shalott handelt es sich um eine moderne Interpretation von Alfred Tennysons Gedicht The Lady of Shalott, welches von einer Frau handelt, die in einem hohen Turm isoliert leben muss und ihre Umwelt nur durch einen Spiegel betrachten darf, sich aber widersetzt, um einen direkten Blick auf Sir Lancelot, ihren Geliebten, werfen zu können. Der nun auf ihr lastende Fluch treibt sie schließlich in den Ertrinkungstod. Autumn betont in ihrem Lied hierbei mehr den unbedingten Freiheitsdrang der Lady of Shalott, auch im Angesicht des zu erwartenden sicheren Todes.
Diese Thematik des tragischen Frauentods und dessen romantische Verklärung war in der Literatur und Malerei des viktorianischen Zeitalters ein beliebtes Motiv, insbesondere im Zuge der präraffaelitischen Bewegung. Das Lied The Art of Suicide greift diese Thematik auf und verbindet augenscheinlich fröhliche Musik mit düsteren Texten, die allerdings auf sarkastische Weise diese Art der verklärenden Darstellung hinterfragen.

### Musik
Kennzeichnend für die Musik ist eine Kombination von Elementen der klassischen Musik mit moderner elektronischer Musik (insbesondere aus den Bereichen Electronica bzw. Electropop). Dies zeigt sich insbesondere bei der Auswahl der Instrumente. Neben elektrischen Geigen und Synthesizern werden auch klassische akustische Geigen, ein Cembalo und ein Klavier verwendet, wobei Letztere beide überwiegend elektronisch simuliert werden.
Charakteristisch für die Musik ist insbesondere der stark verzerrte Klang der E-Geige der der Metalmusik nahekommt, da Autumn hier auf die sonst nur bei E-Gitarren übliche Shredding-Spieltechnik zurückgreift, was auch auf dem nachfolgenden Album Laced/Unlaced gut zur Geltung kommt. Die Künstlerin selbst bezeichnet ihre Musik deshalb häufig auch als Violindustrial oder Victoriandustrial, obwohl eine Nähe zum Industrial nur bedingt vorhanden ist.

## Rezeption
Nach Meinung vieler Kritiker setzte mit Opheliac ein deutlicher Stilwandel in Autumns Diskografie ein. Es stünde in deutlichem Kontrast zu ihrem ersten Album On a Day..., einem reinen Klassikalbum, und ihrem zweiten Album Enchant, dessen Stil Autumn selbst als „Fairy Pop“ bzw. „Fantasy Rock“ bezeichnet. Opheliac sei dagegen eher von elektronischer Musik geprägt.
Insbesondere der extrem variable Gesangsstil Autumns der von Flüstern über Growling bis hin zu aggressivem Schreien reicht und die emotionalen und düsteren Texte fanden großen Anklang bei Kritikern. Bemerkenswert sei zudem der, für eine klassisch ausgebildete Geigerin wie Autumn, innovative Umgang mit der E‑Geige.

## Versionen und Remixe
Opheliac wurde ursprünglich am 1. September 2006 in Europa als limitierte Digipak-Edition veröffentlicht. Der weltweite Release erfolgte wenig später am 22. September 2006, Autumns Geburtstag. Nachdem diese Ausgabe ausverkauft war, erschien am 5. Februar 2007 eine Jewelcase-Version des Albums. Am 7. Oktober 2008 erschien in den USA eine weitere Fassung, die zusätzlich eine Akustikversion von „The Art of Suicide“, mehrere Outtakes des ursprünglichen Albums und die Aufzeichnung eines Interviews mit Emilie Autumn enthielt. Die letzte Version kam in Form einer Neuveröffentlichung von The End Records im Jahr 2009 auf dem Markt. Neben neuem Artwork enthält die neue Version umfangreiches Bonusmaterial und fünf neue Akustikversionen.
Die im Januar 2007 veröffentlichte EP Liar/Dead Is the New Alive enthält neben einigen neuen Liedern sowohl die Originalversionen der beiden Titel „Liar“ und „Dead Is the New Alive“, als auch zahlreiche Remixes derselben. Auf der im Januar 2008 erschienenen EP 4 o'Clock befinden sich außerdem Remixe der Titel „Swallow“ und „Gothic Lolita“.

## Titelliste
Alle Songs wurden von Emilie Autumn geschrieben, eingespielt und produziert.
| CD 1 | CD 2 |
| --- | --- |
| 1. Opheliac – 5:33 2. Swallow – 6:15 3. Liar – 6:01 4. The Art of Suicide – 5:32 5. I Want My Innocence Back – 3:48 6. Misery Loves Company – 4:28 7. God Help Me – 5:58 8. Shalott – 4:04 9. Gothic Lolita – 6:03 10. Dead Is the New Alive – 5:04 11. I Know Where You Sleep – 3:15 12. Let the Record Show – 3:52 | 1. Dominant – 3:46 2. 306 – 5:36 3. Thank God I'm Pretty – 4:00 4. Marry Me – 4:49 5. Bach: Largo for Violin – 4:06 6. Poem: How to Break a Heart – 1:01 7. Poem: Ghost – 2:38 8. Poem: At What Point Does a Shakespeare Say – 0:34 |